# Igreja Católica na Mongólia
A Igreja Católica na Mongólia é parte da Igreja Católica, sob a liderança espiritual do Papa e da Cúria Romana. Existem cerca de 760 católicos na Mongólia, que contam com os serviços de três igrejas e uma catedral na capital do país, Ulaanbaatar. O catolicismo foi introduzido na região pela primeira vez no século XIII, durante o Império mongol, mas desapareceu com o final da dinastia Yuan em 1368. Só houve novas atividades missionárias após a Guerra do Ópio, em meados do século XIX. Foi fundada uma missão na Mongólia Exterior, dando a Mongólia sua primera jurisdição católica, mas todo o trabalho evangelizador foi anulada em um ano com a chegada do regime comunista ao poder.
Com a introdução da democracia em 1991, os missionários católicos voltaram ao país e reconstruiram a igreja do zero. No ano seguinte foram retomadas as relações diplomáticas entre a Mongólia e o Vaticano. Em 2006, havia já na Mongólia uma Prefeitura Apostólica, um bispo e três igrejas. O Papa João Paulo II planejou uma visita apostólica à Mongólia que não pôde ser realizada. Atualmente a Igreja Católica na Mongólia presencia uma fase de crescimento após anos de opressão no período comunista.

## História

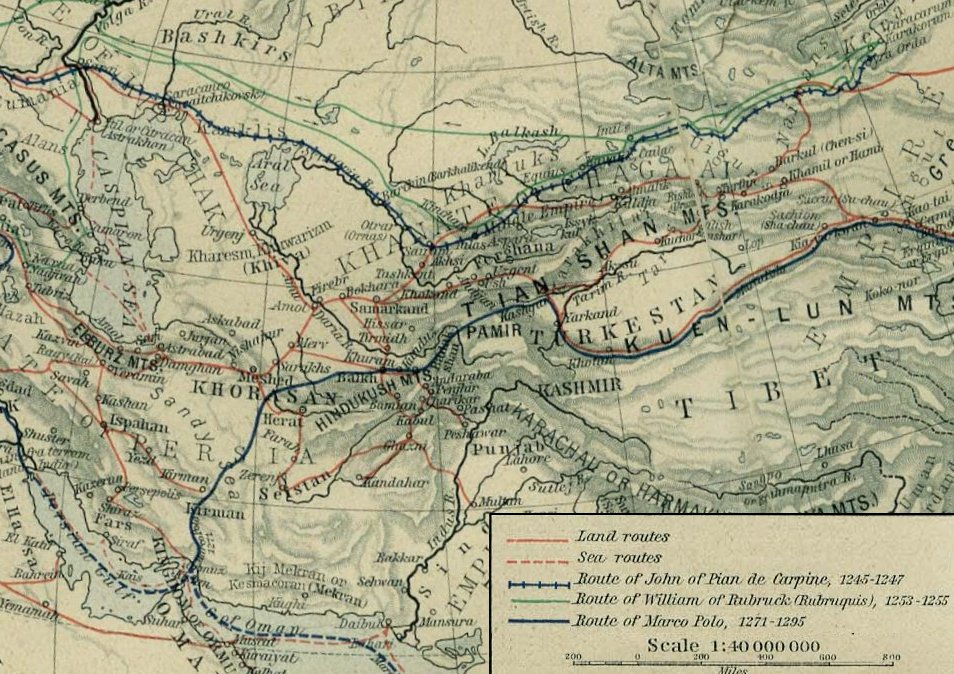
Mapa que mostra as rotas seguidas por Giovanni da Pian del Carpine e Guilherme de Rubruck no século XIII.

A Igreja Católica na Mongólia tem raízes antigas, a maioria delas através da China. Missionários como William de Rubruck e Giovanni da Pian del Carpine chegaram à região entre os séculos XIII e XIV graças à tolerância religiosa dos mongóis. É provavel que Giovanni da Montecorvino tenha sido o fundador da primera missão católica em Pequim, sendo também o primeiro bispo de Khanbaliq (Pequim) e autor da tradução do Novo Testamento e dos Salmos.
Em termos administrativos, a jurisdição católica da Mongólia pertenceu à diocese de Pequim entre 1690 e 1838, ano em que a diocese de Liaotung - que compreendia a Manchúria e Mongólia - foi separada da de Pequim. Em 28 de agosto de 1840, o novo Vicariado foi dividido em três Vicariatos Apostólicos: (1) Liaotung e Manchuria, (2) Gansu e (3) Mongólia. Em 1883 foi criado um vicariato para a Mongólia Interior e em 1922 foi criada uma missão para a  Mongólia Exterior, oferecendo ao território sua primera jurisdição católica. No entanto, o catolicismo seria suprimido com a implantação do regime comunista na Mongólia.

### A missãosui iuris
Desde a transição democrática que a nova constituição da Mongólia de 1992 garante a liberdade religiosa. Foram enviados missionários para reconstruir a Igreja Católica no país através da missão sui iuris. A Congregação do Imaculado Coração de Maria foi a encarregada da evangelização e da criação de uma estrutura eclesiástica na Mongólia. Assim, a congregação enviou três sacerdotes - os padres Wenceslao Padilla e Gilbert Salesm vindos das Filipinas, e Robert Goessens, da Bélgica - para levar a cabo esta missão uma vez que o Vaticano havia iniciado as relações diplomáticas com o governo de Ulaanbaatar. Antes de sua chegada, os expatriados haviam sido atendidos por serviços protestantes. Inicialmente, nenhum dos missionários falava mongol e não havia textos litúrgicos católicos escritos em mongol. Em 27 de maio de 1996 foi inaugurada a primeira Igreja Católica em toda a história da região. O ato foi celebrado pelo núncio apostólico do Vaticano na Ásia, o bispo Bulaitis, junto com o padre Padilla, os outros dois missionários, três monges Africanos e 150 paroquianos. O ato foi celebrado em inglês e traduzido em mongol por um intérprete. Em 1997, o arcebispo Giovanni Battista Morandini foi nomeado como o primeiro núncio do Vaticano na Mongólia. A catedral de São Pedro e São Paulo de Ulaanbaatar foi construída em 2003 inspirada nos tradicionais ger,  tendas circulares e com revestimentos espessos de feltro.

### Prefeitura Apostólica

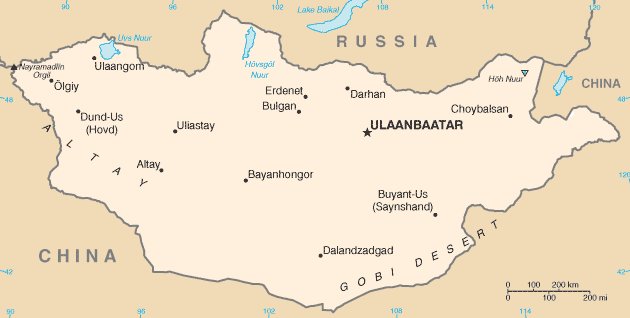
Toda a Mongólia faz parte da Prefeitura Apostólica de Ulaanbaatar.

Em 23 de agosto de 2003, o cardeal Crescenzio Sepe, chefe da Congregação para a Evangelização dos Povos, chegou ao país para consagrar o padre Padilla como o primeiro bispo da Mongólia e consagrar a catedral na capital. O papa João Paulo II desculpou-se publicamente por não poder ter viajado pessoalmente para consagrar o bispo, já que havia planejado uma visita a Mongólia - que seria a primeira visita papal ao país. Quando o presidente da Mongólia visitou o Vaticano em 2000, convidou o Papa João Paulo II para uma visita à Mongólia, mas seu precário estado de saúde impediria que essa viagem chegasse a ser realizada. Em 17 de junho de 2004, João Paulo II nomeou o monsenhor Emil Paul Tscherrig como novo Núncio Apostólico na Mongólia e Coreia. Em 20 de dezembro de 2004 o monsenhor Paul Tscherrig realizou sua primera visita à Mongólia, onde presidiu a uma celebração na consagração da Catedral de São Pedro e São Paulo de Ulaanbaatar. No funeral de João Paulo II, Radnaabazaryn Altangerel participou representando a Mongólia, juntamente com o Secretário de Estado de Assuntos Exteriores, e dois acompanhantes.
Na Mongólia há mais de 60 missionários de vários países dando apoio à Igreja, e quatro paróquias em funcionamento. Em meados de 2004 foi publicado um livro de orações e um catecismo em mongol, escrito de forma vertical, a forma da escrita tradicional na Mongólia. Também foi pedido a criação de um calendário católico na Mongólia. Desde a queda do regime comunista, o influxo de missionários cristãos tem sido notável.
A missão conta com um jardim de infância, aulas de inglês, uma escola técnica, a realização de refeições comunitárias, duas fazendas e um centro de atendimento para 120 crianças com deficiência. Também é oferecido um curso educativo para reduzir a violência contra as mulheres, prestando formação sobre como agir em situações de agressão. As crianças mongóis cujos pais não podem pagar uma escola regular podem frequentar as "Escolas de São Paulo" em Ulaanbaatar e Zuunmod.
O Centro de Assistência de Ulaanbaatar também auxilia crianças de rua. No Centro, os medicamentos são doados pela população ou pelas embaixadas. O centro apoia também o tratamento odontológico. As estatísticas demonstram que há milhares de crianças de rua na Mongólia, mas não há números precisos quanto aos adultos sem-teto. Na Mongólia, onde o clima é subpolar e imensas pessoas procuram abrigo em bueiros e galerias subterrâneas para escapar ao frio, a Igreja Católica possui métodos de auxílio a essas pessoas. Nas palavras do padre Gilbert Sales:
| “ | "A Igreja Católica se tornou muito conhecida por aqui por seu trabalho com pessoas de rua." | ” |

O Natal não é um feriado no país já que o número de cristãos na Mongólia é muito reduzido. Em 2007 foi fundada uma quarta paróquia em Darhan, a segunda cidade mais populosa do país. Em 2008, Enkh-Baatar tornou-se o primeiro mongol a entrar em um seminário com o objetivo de se tornar padre.